# Биксби, Джером
Дрексел Джером Льюис Биксби (англ. Drexel Jerome Lewis Bixby; 11 января 1923, Лос-Анджелес, Калифорния — 28 апреля 1998, Сан-Бернардино, Калифорния)— американский писатель, автор рассказов и сценарист.
Он написал рассказ 1953 года «It’s a Good Life», который лёг в основу эпизода для телесериала 1959 года «Сумеречная зона», «Это хорошая жизнь», и был включён в фильм 1983 года, «Сумеречная зона». Биксби также написал четыре эпизода для научно-фантастического телесериала 1966 года «Звёздный путь»: «Зеркало, зеркало», «Как розу ты не назови...», «День примирения» и «Реквием по Мафусаилу».
Вместе с Отто Клементом он написал сюжет, на котором был основан научно-фантастический фильм 1966 года, «Фантастическое путешествие». Последней произведённой или опубликованной работой Биксби в настоящее время, является сценарий для научно-фантастического фильма 2007 года, «Человек с Земли».
Биксби также написал множество книг в жанре вестерн и использовал псевдонимы Jay Lewis Bixby, D. B. Lewis, Harry Neal, Albert Russell, J. Russell, M. St. Vivant, Thornecliff Herrick и Alger Rome.
За фильм «Фантастическое путешествие» и эпизод «Зеркало, зеркало», Биксби был номинирован на премию «Хьюго» за лучшую постановку.
Биксби умер 28 апреля 1998 года в Сан-Бернардино, штат Калифорния, от сердечной недостаточности в возрасте 75 лет.

## Комментарии
1. 1 2  в сотрудничестве с Альгисом Будрисом